# Crkveni Bok
Crkveni Bok falu Horvátországban, Sziszek-Monoszló megyében. Közigazgatásilag Sunjához tartozik.

## Fekvése
Sziszek városától légvonalban 31, közúton 46 km-re délkeletre, községközpontjától  légvonalban 12, közúton 18 km-re keletre, a sziszeki Szávamentén, Száva-folyó régi medrének, ma már holtágának partján fekszik. Házai többnyire a holtág medrét követve menő főutca és az ettől délre fekvő két kisebb utca mentén sorakoznak.

## Története
A falu csak a 18. század végén keletkezett, 1773-ban az első katonai felmérés térképén még nem szerepel. A településnek 1857-ben 551, 1910-ben 1118 lakosa volt. Zágráb vármegye Kosztajnicai járásához tartozott. 1918-ban az új szerb-horvát-szlovén állam, majd később Jugoszlávia része lett. A II. világháború idején a Független Horvát Állam része volt. A háború során az usztasa erők az egész falut felégették, 318 szerb nemzetiségű helyi lakost hurcoltak el és gyilkoltak meg a jasenovaci koncentrációs táborban. A háború után enyhült a szegénység és sok ember talált munkát a közeli városokban. A délszláv háború előtt a falu csaknem teljes lakossága szerb nemzetiségű volt. 1991. június 25-én a független Horvátország része lett. A délszláv háború idején szerb lakossága a JNA erőihez csatlakozott. Északi határa egyben a Krajinai Szerb Köztársaság határa is volt. A falut 1995. augusztus 5-én a Vihar hadművelettel foglalta vissza a horvát hadsereg. A szerb lakosság nagy része elmenekült. A településnek 2011-ben 117 lakosa volt.

## Népesség
| Lakosság változása | Lakosság változása | Lakosság változása | Lakosság változása | Lakosság változása | Lakosság változása | Lakosság változása | Lakosság változása | Lakosság változása | Lakosság változása | Lakosság változása | Lakosság változása | Lakosság változása | Lakosság változása | Lakosság változása | Lakosság változása |
| ------------------ | ------------------ | ------------------ | ------------------ | ------------------ | ------------------ | ------------------ | ------------------ | ------------------ | ------------------ | ------------------ | ------------------ | ------------------ | ------------------ | ------------------ | ------------------ |
| 1857               | 1869               | 1880               | 1890               | 1900               | 1910               | 1921               | 1931               | 1948               | 1953               | 1961               | 1971               | 1981               | 1991               | 2001               | 2011               |
| 551                | 759                | 827                | 956                | 985                | 1.118              | 1.142              | 1.107              | 700                | 756                | 691                | 588                | 513                | 406                | 206                | 117                |

## Nevezetességei
A falu Urunk színeváltozása tiszteletére szentelt szerb pravoszláv temploma 1810-ben épült, a II. világháború idején az usztasák pusztították el. A helyén ma egy fa harangláb áll. A templom ikonosztázát Jakov Šašel festette 1889-ben.
Védett hagyományos faépület a Crkveni Bok 12. szám alatti lakóház. Az épület egy rendkívül elnyújtott formájú telken áll, amelyre a 20. század elején Puska településről költöztették át eredeti helyéről. A ház tégla alapozással, tölgyfa deszkákból épült. Az épületen fennmaradtak az eredeti nyílászárók. Az eredeti formában és részleteiben megőrzött hagyományos épület a 19. század végi és 20. század eleji hagyományos népi építkezés és életmód értékes példája.

## Kultúra
A KUD „Savski lugovi” kulturális és művészeti egyesületet 1945-ben még „Prosvjeta” néven alapították. A névváltozás 1974-ben történt. A népi hagyományok ápolásával, a népviselet, a népi énekek és táncok megőrzésével foglalkozott egészen a délszláv háború kitöréséig. Népi együttesében három falu, Crkveni Bok, Ivanjski Bok és Strmen lakosai szerepeltek. 